# Триамцинолон
Триамцинолон (лат. Triamcinolone) — синтетический глюкокортикостероид. Применяется в различных лекарственных формах (в частности, пероральных, инъекционных, ингаляционных и местных, как правило в виде солей: ацетонида, бенетонида, фуретонида, гексацетонида и диацетата).

## Фармакологическое действие
ГКС, тормозит высвобождение интерлейкина1, интерлейкина2, интерферона гамма из лимфоцитов и макрофагов. Индуцирует образование липокортина, угнетает высвобождение эозинофилами медиаторов воспаления и стабилизирует мембраны тучных клеток. Оказывает противовоспалительное, противоаллергическое, противоотечное действие. Снижает гиперреактивность бронхов, восстанавливает чувствительность рецепторов к бета-адреностимуляторам; стабилизирует мембраны тучных клеток, уменьшает количество тучных клеток, макрофагов, T-лимфоцитов и эозинофилов в эпителии и подслизистом слое бронхов. В терапевтических дозах практически не оказывает системного действия, не подавляет функцию коры надпочечников; не вызывает задержки Na+ в организме и появления отеков. Повышает гликогенез, активирует катаболические процессы.

## Фармакокинетика

### Интраназальная форма
Начало действия — через 12 ч, достигает максимума на 4-7 день терапии.

## Противопоказания
Гиперчувствительность, детский возраст (до 6 лет), беременность, период лактации. C осторожностью. Туберкулез, острые грибковые, бактериальные и вирусные инфекции, герпетическое поражение глаз.

## Побочные действия

### Для интраназального спрея
Головная боль, чиханье, кашель, сухость слизистой оболочки полости носа, раздражение в носу, носовые кровотечения, фарингит, ринит, грибковая инфекция носа и глотки, вызванная Candida albicans. У детей в возрасте 6-12 лет — синусит, средний отит, рвота.
Симптомы передозировки: возможно подавление функции гипоталамо-гипофизарно-надпочечниковой системы и появление симптомов гиперкортицизма.

### Для внутримышечных инъекций
Частыми побочными эффектами при инъекциях ацетонида триамцинолона являются: головная боль, реакции в месте инъекции, боль в суставах, а также повышенный риск инфицирования. 